# Roba casual

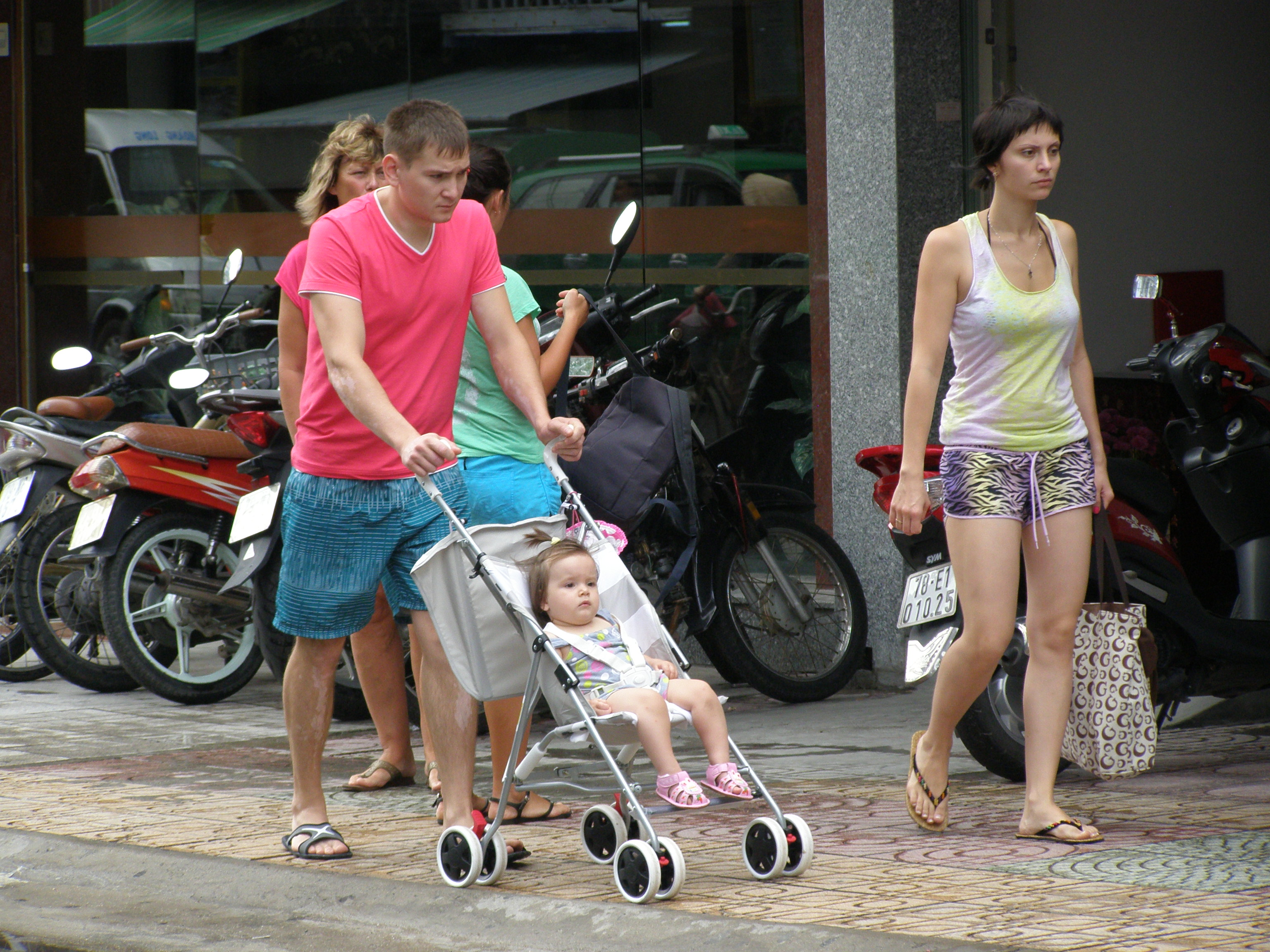
Pares amb roba casual amb el seu fill, 2013

La roba casual o abillament casual, és un codi de vestimenta occidental que és relaxat, ocasional, espontani i adequat per a l'ús diari. La roba casual es va fer popular al món occidental després de la contracultura dels anys seixanta, la seva comoditat ha ajudat a popularitzar l'ús de la roba casual per als moments de lleure.
Encara que casual té el sentit de "no formal", la roba casual es refereix tradicionalment a un codi de vestimenta occidental associat amb vestits, un nivell per sota de la roba semiformal, que és més formal que la roba casual.

## Història
La moda casual moderna es remunta a la roba esportiva de moda de la dècada de 1920, tal com els blazers, les sabates oxford i les faldilles de golf. L'augment de la popularitat de la bicicleta va provocar la necessitat d'usar pantalons "culotte", un precursor dels pantalons curts casuals. A mesura que avançava el segle, la roba "casual" va arribar a abastar més estils, incloent-hi la roba de treball i elements d'uniformes militars. Amb la popularitat dels esports espectacle a finals del segle xx, bona part de l'equipament esportiu ha influït en la roba casual, com ara la roba de jòguing, les sabatilles d'esport i la roba de pista. Entre els materials bàsics utilitzats per a la roba casual hi ha: el denim, el cotó, el jersei, la franel·la, etc. Altres materials com el vellut, la gasa i el brocat s'associen sovint amb roba més formal.
Encara que el vestit casual evoca el vestit utilitari, hi ha una àmplia gamma d'expressió, inclosa la moda punk i la moda inspirada en dècades anteriors, com les dècades de 1970 i 1980. A la dècada de 1990, la moda Hip-hop va posar en valor les joies elaborades i els materials luxosos que s'utilitzaven juntament amb l'equipament esportiu i la roba de treball manual. Madonna també va popularitzar les puntes, les joies i els cosmètics en la roba casual durant la dècada de 1980.

## Gènere
La roba casual va introduir una moda unisex. A la dècada de 1960, les dones van adoptar samarretes, texans i camises d'home, i per primera vegada en gairebé 200 anys, estava de moda que els homes es deixessin els cabells llargs. La roba casual és normalment el codi de vestimenta en què s'experimenten formes d'expressió de gènere. Amelia Bloomer va presentar uns pantalons per a dona com una alternativa casual a la faldilla formal.
En els temps moderns, els texans, la camisa de vestir (generalment coll obert ) i una samarreta o una camisa sense mànigues es consideren roba casual per a tots el gèneres i normalment l'exposició d'espatlles, cuixes i esquena encara es limita a la roba casual.